# Cola (ropa)

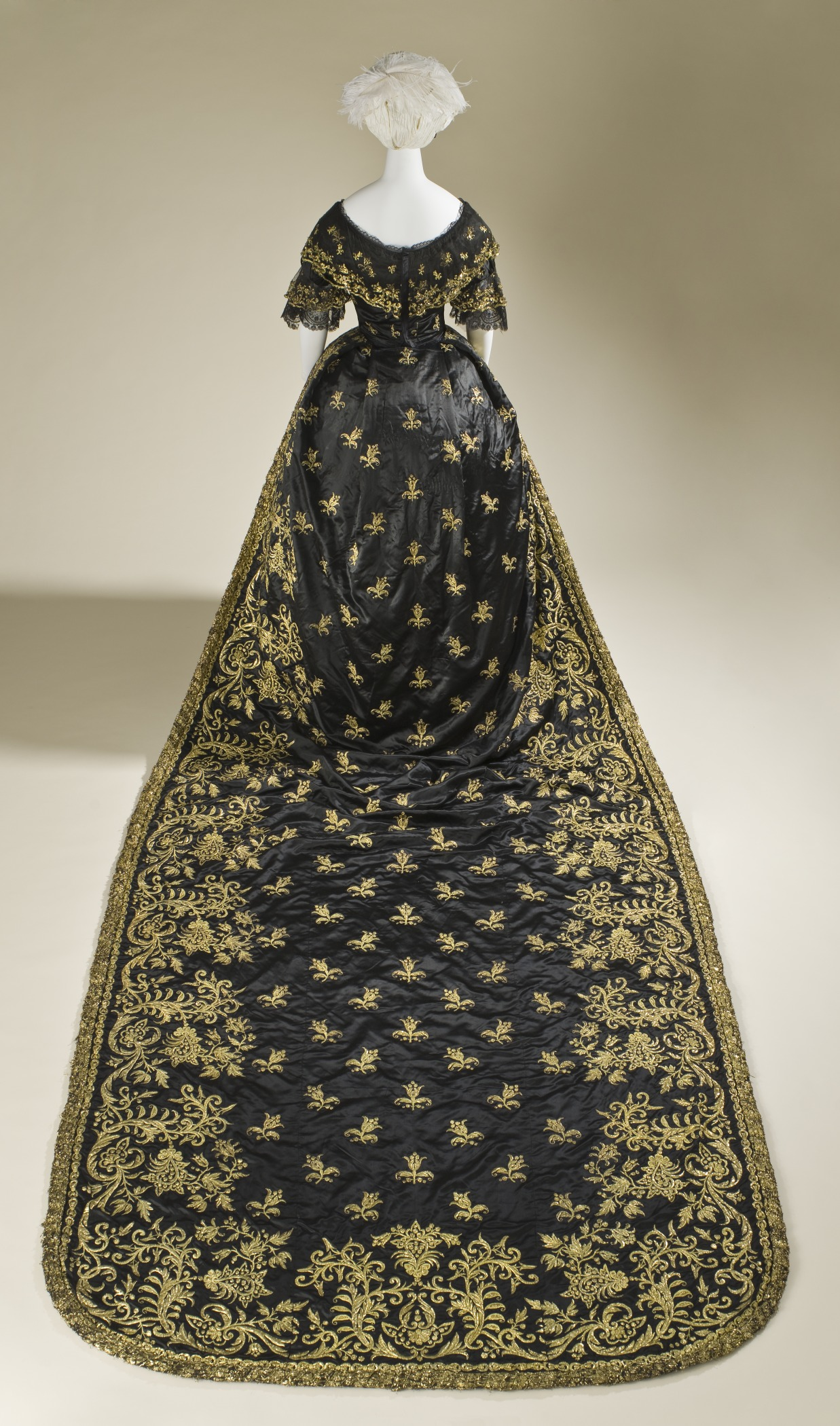
Vestido de corte con cola larga. Portugal, c.1845.

En la ropa, una cola describe la parte posterior larga de una falda, sobrefalda o un vestido que va detrás del usuario. Es una parte común del vestido de corte femenino, vestidos de noche formales o el vestido de novia.
En la Iglesia católica, la cappa magna (literalmente, «gran capa»), en forma de manto, es una voluminosa vestimenta eclesiástica con una larga cola. Los cardenales, los obispos y algunos otros prelados honorarios tienen derecho a usar la cappa magna durante ciertas ceremonias.

## Tipos de cola

### Moda
- Cola de corte - Usada en ocasiones formales, la cola de corte tenía que cumplir con estrictos códigos de vestimenta que diferían de una corte europea a otra. Por ejemplo, el código de la corte francesa establecido en 1804 por Jean-Baptiste Isabey prescribió un ancho máximo de cuatro pulgadas para los bordes de la cola bordada para usuarios que no fueran de la realeza.[1]
- Doble cola - Dos colas unidas al mismo vestido, o una sola cola dividida en dos.
- Cola de pescado - Una cola popular en varias ocasiones desde la década de 1870 en adelante, destacando desde la mitad de una falda ajustada.

### Vestido de novia
Desde el siglo XX, las colas de los trajes de novia modernos tienen su propia terminología:
- Cola de Catedral - También conocida como cola monarca, puede medir hasta 2.5 m. (8 pies). Una cola de catedral real se considera la cola más larga y formal, que mide hasta 3 m. (10 pies) o más.[2][3]
- Cola de capilla - Una cola de longitud media desde 1.1 a 1.5 m. (5 pies) de largo.[2]
- Cola de corte - En la terminología nupcial, una cola de corte es una cola estrecha que se extiende solo 1 metro por detrás.
- Cola barrida - Una cola corta que no necesariamente llega al piso.[2] Se llama así porque podría simplemente barrer el suelo.[3]
- Cola de Watteau - una versión moderna de los pliegues plisados a la espalda (llamados 'pliegues Watteau') en el cortesano vestido a la francesa del siglo XVIII.[2]

## Galería

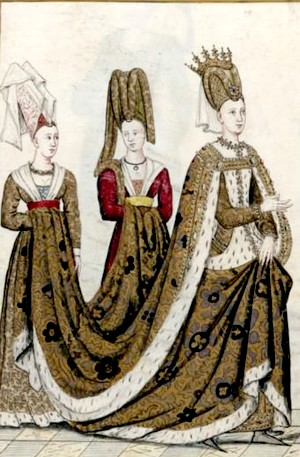
Isabel de Baviera-Ingolstadt con una larga cola forrada de armiño; finales del siglo XIV o principios del siglo XV
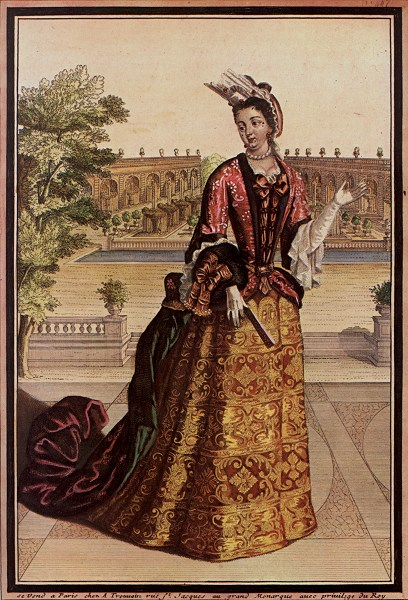
Mantua con cola, 1698.
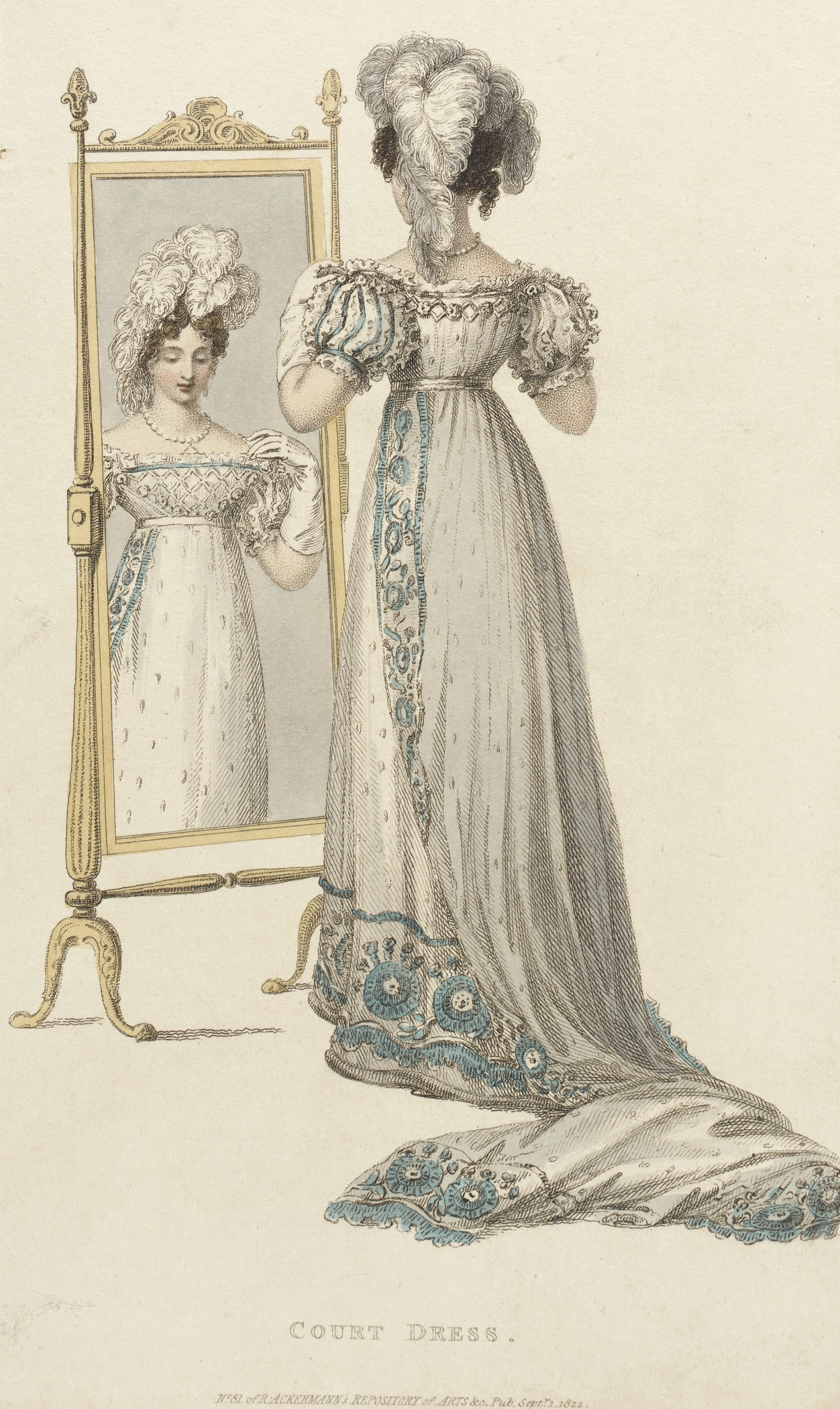
Vestido de corte con cola, inglés, 1822.
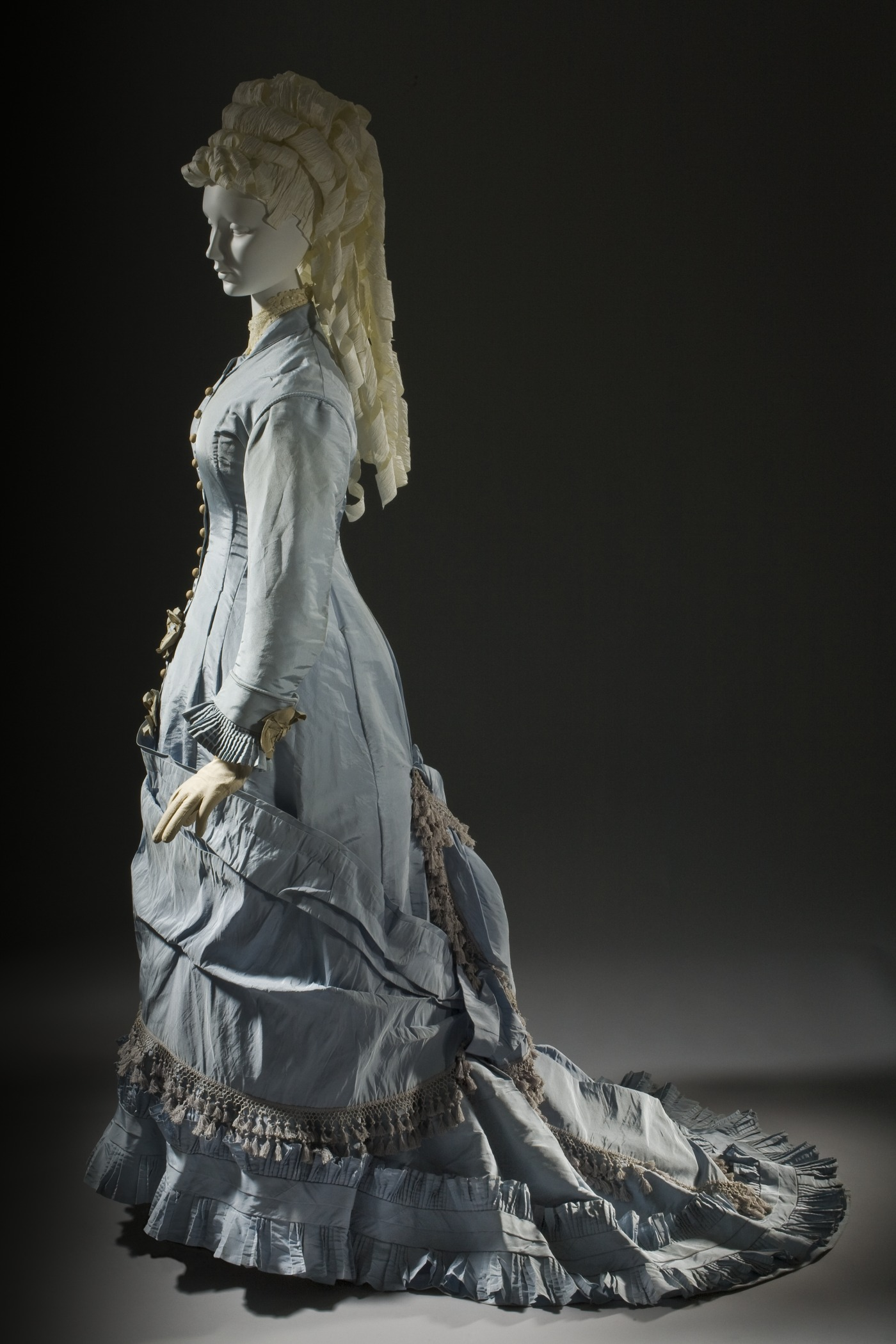
Vestido con cola de pez, Francia, c. 1880. LACMA
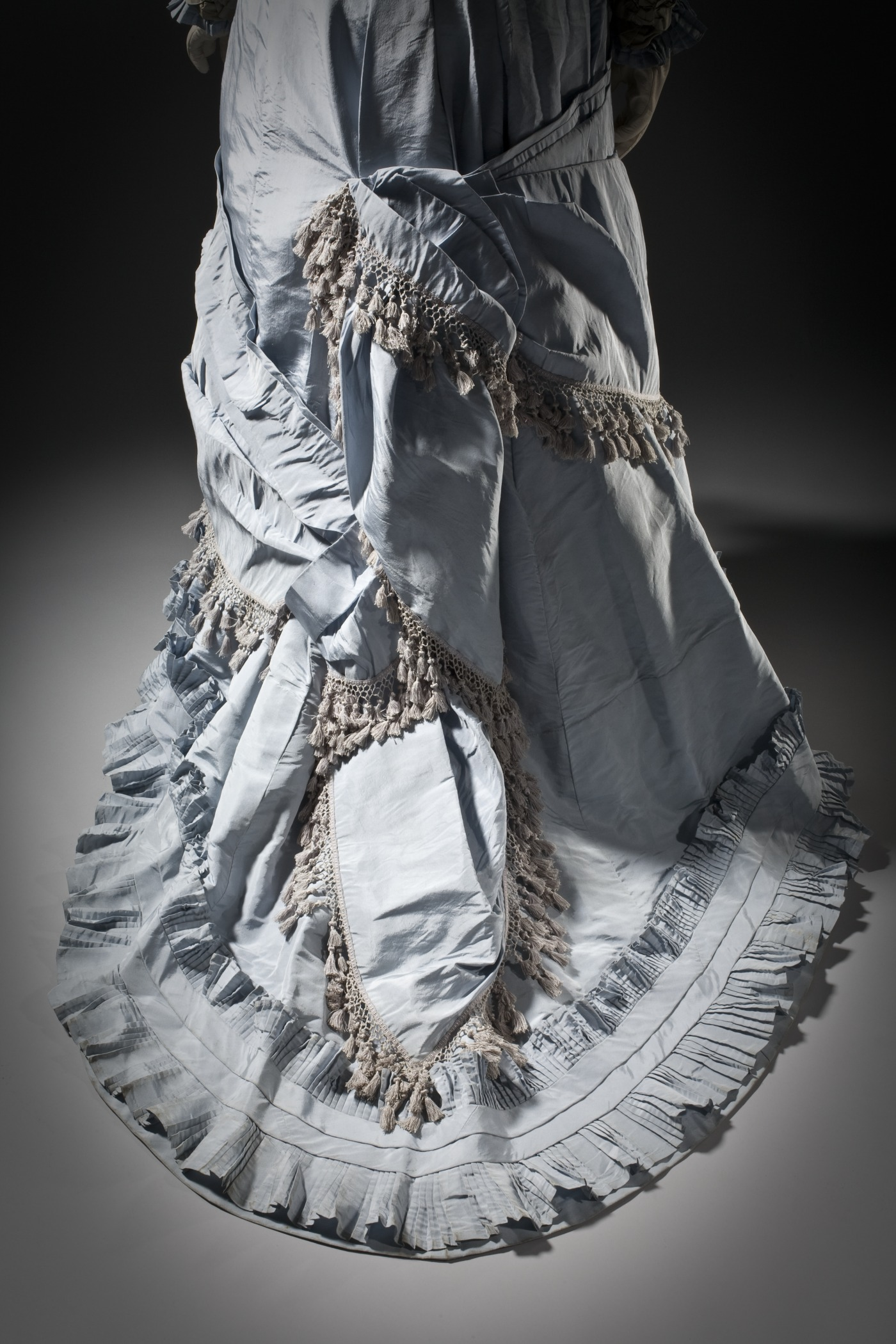
Detalle del vestido anterior.
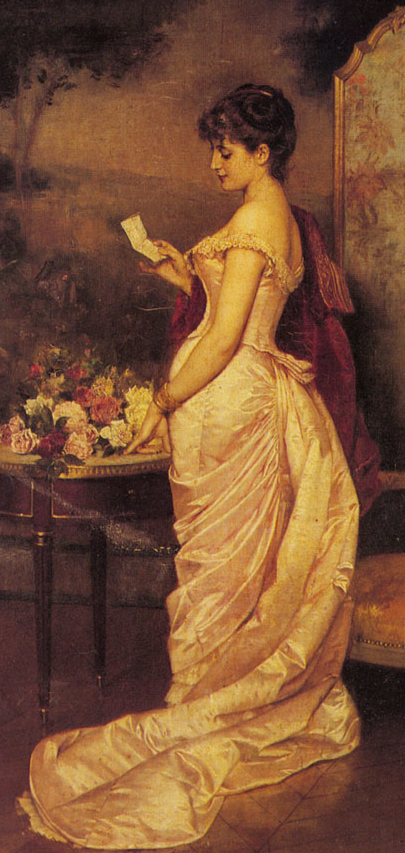
Vestido de noche con cola, 1883.
Vestido y cola de presentación en la corte, Suecia, 1897.
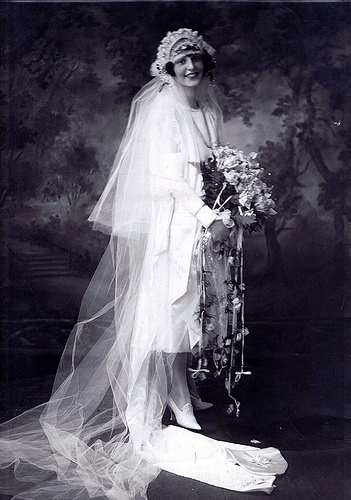
Vestido de novia corto con cola larga adjunta, típico de la década de los 20.
vestido de noche con corta cola fucsia, década de 1930.
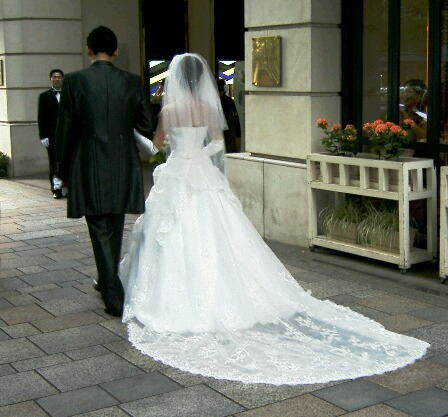
Novia japonesa con un vestido de estilo occidental blanco con cola, 2007.